# Їньшань
Іньша́нь (кит. трад. 陰山, спр. 阴山, піньїнь: Yīnshān) — гірська система на півночі Китаю, в автономному регіоні Внутрішня Монголія, на північ і північний схід від Хуанхе.
Загальна протяжність гірської системи становить 650 км, висота — до 2187 м. До складу гірської системи належать хребти Ланшань, Шейтен-Ула, Хеланьшань, Даціншань, Дамацюньшань. Північні схили хребтів зазвичай похилі, південні — круті та обривисті.
Гори Їньшань складені здебільшого давніми кристалічними породами: гранітами, гнейсами. У гірській системі є поклади корисних копалин: кам'яного вугілля та залізної руди. На верхніх пригребеневих ділянках південних схилів поширені гірські степи, в ущелинах збереглися сосняки та березові гаї, в долинах річок — зарості лавролистої тополі. Нижня частина північних схилів — напівпустеля.
Перші дослідження природи гірської системи Їньшань зробив російський мандрівник Микола Пржевальський.

## Джерело
- Albert Herrmann, Die Gobi im Zeitalter der Hunnen-Herrschaft, Geografiska Annaler (1935).
- Turghun Almas, Uyghurlar, Ürümqi, 1989, ch. V, transl. in Turkish: Uygurlar, Istanbul, 2010.